# Juris Rēdlihs
Juris Rēdlihs-Raiskums dit Juris Rēdlihs (Sous la russification : Юрий Эрнестович Редлих-Райскум — Iouri Ernestovitch Redlikh-Raïskoum) (né à Eglienes le 9 mars 1890 et mort à Riga le 25 mai 1971) est un entraîneur letton de football, ainsi qu'un arbitre de football.

## Biographie
Il est le sélectionneur de la Lettonie en 1924 et en 1930-1931, permettant à la Lettonie de participer aux JO 1924. Pour son premier match dans le tournoi, la sélection lettonne est battue largement 7 buts à 0 en huitièmes-de-finale par la France.
En parallèle, il est arbitre de football de 1924 à 1936.